# Gianfranco Matteoli
Gianfranco Matteoli (Nuoro, 21 aprile 1959) è un dirigente sportivo ex allenatore di calcio ed ex calciatore italiano.
Attualmente svolge il ruolo di osservatore per il settore giovanile dell’Inter.
Vincitore di uno scudetto e di una Supercoppa italiana con l'Inter, oltre che di due campionati di Serie C1 con le maglie di Como e Reggiana, ha detenuto per cinque anni il primato per la rete più veloce della Serie A: il 27 novembre 1988 realizzò un gol contro il Cesena a 9 secondi e 9 decimi dall'inizio della partita.

## Biografia
Nato all'ospedale San Francesco di Nuoro, ma originario di Ovodda. Un paesino della Barbagia di Ollolai. Muove i suoi primi passi nella squadra dell'oratorio "Sacro Cuore" a Oristano dove risiedeva. Nel 1975, a 15 anni, viene scartato dopo aver disputato alcuni provini con il Cagliari, al tempo una delle squadre più importanti in Serie A (solo cinque anni prima vinse lo Scudetto con Gigi Riva). Dunque, dopo essere stato visionato dall'osservatore del Como Mino Favini, emigrò in Lombardia per giocare nel Cantù. La squadra brianzola in cambio fornì all'oratorio ovoddese due mute di maglie, trenta palloni, dieci paia di scarpe e sedici borse.
Nel 2016 a Palmas Arborea, in provincia di Oristano, apre il Centro Sportivo Simba, centro di formazione ufficiale dell'Inter per la crescita di giovani calciatori.

## Caratteristiche tecniche
Centrocampista offensivo, nella stagione 1988-1989 fu schierato nel ruolo di regista dal tecnico dell'Inter Giovanni Trapattoni, adeguandosi con profitto alla nuova collocazione tattica. Tecnica, dinamismo e correttezza erano le sue doti più evidenti.

## Carriera

### Giocatore

#### Club

Matteoli capitano del Como nel 1985, alle prese con il futuro compagno di squadra interista Giuseppe Baresi.

Disputa il suo primo anno da calciatore nelle giovanili del Cantù nel 1975-76, al tempo militante in Serie D e satellite del Como, e già nello stesso anno esordisce in prima squadra collezionando a fine stagione tre presenze in maglia granata.
L'anno successivo viene aggregato alla squadra Primavera del Como allenata da Narciso Pezzotti; già nel 1976-1977 viene chiamato in prima squadra da Osvaldo Bagnoli, che lo fa esordire in serie cadetta alla 33ª giornata in casa contro la SPAL. Tuttavia il Como lo manda in giro per l'Italia "per farsi le ossa": passa infatti al Giulianova, e dopo un veloce ritorno in riva al Lario nel gennaio 1978 va all'Osimana e infine alla Reggiana, dove si mette in luce e disputa due stagioni da titolare con la squadra emiliana.
Ritorna al Como nell'estate 1982 e dopo due stagioni in Serie B conquista la Serie A. Il suo esordio in Serie A avvenne il 16 settembre 1984 nella partita Como-Juventus (0-0). Distintosi come uno dei migliori trequartisti della stagione,  nel 1985 passa alla Sampdoria.
Il centrocampista sardo naviga tra i campioni della massima serie e così dopo una stagione a Genova avviene il suo trasferimento a Milano per 4,8 miliardi di lire dove poi entrerà a far parte dello scacchiere dell'Inter dei record di Giovanni Trapattoni, contribuendo con ottime prestazioni alla vittoria dello scudetto dei record. Il 27 novembre 1988 va in gol contro il  Cesena dopo 9 secondi e 9 decimi, realizzando quella che, fino al 10 gennaio 1993, sarà la rete più veloce nella storia della Serie A. In maglia nerazzurra Matteoli vince anche la Supercoppa italiana 1989.
Nel 1990 rientra nella sua terra e veste la maglia del Cagliari, che in tre campionati, dopo molti anni di assenza dalle competizioni europee, raggiunge la qualificazione alla Coppa UEFA. In Europa raggiunge con il Cagliari la semifinale di Coppa UEFA venendo eliminato dall'Inter, vincitrice poi del torneo. Nella stagione 1994-95 passa al Perugia in Serie B, dove chiuderà la sua attività calcistica.

#### Nazionale

Matteoli in azione da fuoriquota con l'Italia Under-21 nel 1985

Tra il 1984 e il 1986 ha disputato 14 partite con l'Italia under 21, prendendo parte, da fuoriquota, all'Europeo 1986.
Ha esordito nella nazionale maggiore a 27 anni, il 6 dicembre 1986, in una partita contro Malta valevole per le qualificazioni al campionato d'Europa 1988. Disputerà altre due gare di qualificazione e tre amichevoli, per un totale di 6 presenze.

### Allenatore e dirigente
Dal 1999 è Responsabile Tecnico del settore giovanile Cagliari. Da quando si è insediato nella dirigenza sarda ha iniziato un progetto di rinnovamento nella politica del settore giovanile, privilegiando i ragazzi dell'isola piuttosto che giovani promesse provenienti dai grandi club. Questo progetto ha cominciato a dare i suoi frutti, tanto che nel 2007 la squadra è giunta al terzo posto del gruppo B del campionato Primavera e per alcune giornate è stata capolista nel proprio girone.
Il 15 ottobre 2001 divenne tecnico del Cagliari insieme a Giulio Nuciari, in sostituzione dell’esonerato Antonio Sala. Il 18 dicembre dopo gli scarsi risultati ottenuti portarono però il presidente Cellino a sostituire l'inedita coppia di allenatori con il più navigato Nedo Sonetti, cosicché Matteoli tornò ben presto al ruolo di dirigente. Il 29 dicembre 2005 viene promosso a direttore dell’area tecnica.
Il 21 maggio 2013 viene insignito del premio "Maestrelli" per il lavoro svolto con il Settore Giovanile del Cagliari.
Il 26 maggio 2015 la società sarda annuncia che Mario Beretta sostituirà Matteoli a partire dal 1º luglio. Il 1º novembre entra a far parte dello staff tecnico del Como, diventando consulente del nuovo allenatore del club lariano Gianluca Festa; l'esperienza si chiuderà nel marzo seguente.
Il 4 luglio 2016 viene nominato osservatore del settore giovanile dell’Inter.

## Riconoscimenti
Il Cagliari lo ha inserito nella sua Hall of Fame.

## Statistiche

### Cronologia presenze e reti in nazionale
| Cronologia completa delle presenze e delle reti in nazionale ― Italia | Cronologia completa delle presenze e delle reti in nazionale ― Italia | Cronologia completa delle presenze e delle reti in nazionale ― Italia | Cronologia completa delle presenze e delle reti in nazionale ― Italia | Cronologia completa delle presenze e delle reti in nazionale ― Italia | Cronologia completa delle presenze e delle reti in nazionale ― Italia | Cronologia completa delle presenze e delle reti in nazionale ― Italia | Cronologia completa delle presenze e delle reti in nazionale ― Italia |
| Data                                                                  | Città                                                                 | In casa                                                               | Risultato                                                             | Ospiti                                                                | Competizione                                                          | Reti                                                                  | Note                                                                  |
| --------------------------------------------------------------------- | --------------------------------------------------------------------- | --------------------------------------------------------------------- | --------------------------------------------------------------------- | --------------------------------------------------------------------- | --------------------------------------------------------------------- | --------------------------------------------------------------------- | --------------------------------------------------------------------- |
| 6-12-1986                                                             | La Valletta                                                           | Malta                                                                 | 0 – 2                                                                 | Italia                                                                | Qual. Euro 1988                                                       | -                                                                     | 74’                                                                   |
| 24-1-1987                                                             | Bergamo                                                               | Italia                                                                | 5 – 0                                                                 | Malta                                                                 | Qual. Euro 1988                                                       | -                                                                     | 56’                                                                   |
| 14-2-1987                                                             | Lisbona                                                               | Portogallo                                                            | 0 – 1                                                                 | Italia                                                                | Qual. Euro 1988                                                       | -                                                                     | 76’                                                                   |
| 18-4-1987                                                             | Colonia                                                               | Germania Ovest                                                        | 0 – 0                                                                 | Italia                                                                | Amichevole                                                            | -                                                                     | 57’                                                                   |
| 10-6-1987                                                             | Zurigo                                                                | Italia                                                                | 3 – 1                                                                 | Argentina                                                             | Amichevole                                                            | -                                                                     | 77’                                                                   |
| 23-9-1987                                                             | Pisa                                                                  | Italia                                                                | 1 – 0                                                                 | Jugoslavia                                                            | Amichevole                                                            | -                                                                     | 53’                                                                   |
| Totale                                                                |                                                                       | Presenze                                                              | 6                                                                     |                                                                       | Reti                                                                  | 0                                                                     |                                                                       |

## Palmarès

### Giocatore

#### Club
- Campionato italiano Serie C1: 2

Como: 1978-1979 (girone A)
Reggiana: 1980-1981 (girone A)
- Campionato italiano: 1

Inter: 1988-1989
- Supercoppa italiana: 1

Inter: 1989